# デド1世 (ラウジッツ辺境伯)
デド1世（Dedo I., 1010年頃 - 1075年10月）は、ヴェッティン家出身のヴェッティン伯（2世）、アイレンブルク伯（在位：1034年 - 1075年）、ラウジッツ辺境伯（在位：1046年 - 1075年）。ラウジッツ辺境伯ディートリヒ1世とマティルデ・フォン・マイセン（マイセン辺境伯エッケハルト1世の娘）の息子で、兄弟にミュンスター司教フリードリヒ1世およびティモがいる。

## 生涯
デド1世は、1046年に神聖ローマ皇帝ハインリヒ3世からラウジッツ及びテューリンゲンの2つの辺境伯領を委ねられたことが『アルタイヒ年代記（Annales Altahenses）』に見える。のちにこれら2つの辺境伯領は統合されたが、11世紀半ばにはまだそれぞれが独立した支配領域を形成していた。
ザクセン貴族の反乱（1073年）が始まる前の1069年に、ドイツ王ハインリヒ4世とデド１世との間で軍事衝突が起こり、デドが王室財産も含む領土を力で奪おうとした。さらに、年代記によると、東ザクセン貴族は自身の権利が制限されていると感じており、デドとハインリヒ4世との衝突が東ザクセン貴族とザーリアー家との緊張につながったという。ヴェッティン家の動きに対し、ハインリヒ4世は集めた軍を率いてチューリンゲンおよびザクセンに向かった。衝突に際し、デドは継娘アーデルハイト（2度目の妻アデールと前夫との子）の夫バレンシュテット伯アーダルベルト2世（アスカーニエン家）の加勢を得ることができた。ブルクシャイドゥンゲン城およびバイヒリンゲン城の制圧の後、デドは状況が絶望的であるとみて降伏した。デドは王に捕らえられ、広大な領土を明け渡すことになった。さらに、デドは辺境伯位を没収され、息子デド2世が辺境伯に任命された。同年（1069年）のデド2世の暗殺の後、ハインリヒ4世とデド1世は和睦し、辺境伯位はデド1世に戻された。
1073年、東ザクセン貴族がハインリヒ4世に対し反乱を起こし、デド1世はそれに加わった。しかし、1069年以降デド1世は穏健派となっており、ゴスラーにおいて東ザクセン貴族らの怒りを鎮めようとしている。1074年2月の最終的な解決の前にデドは立場を変えたとみられ、その後起こった衝突に参加しなかった。1075年、デドはハインリヒ4世のために、ザクセンに侵入してきたキエフ大公イジャスラフ1世の防衛を引き受けた。にもかかわらず、デドは息子ハインリヒ1世を人質に差し出さなければならなかった。
デドは長い病の後、1075年に死去した。

## 子女
最初にオストマルク辺境伯ティートマール2世の娘でヴァイマール伯ヴィルヘルム3世の寡婦であったオーダと結婚し、以下の子女をもうけた。
- デド2世（? - 1069年） - ラウジッツ辺境伯（1069年）
- アーデルハイト（1030年 - 1071年1月26日） - オーストリア辺境伯エルンストと結婚
- アグネス - ザクセンの伯フリードリヒと結婚

1068年、ルーヴァン伯ランベール1世の孫アデールと結婚した。アデールは、最初の妻オーダと前夫ヴィルヘルム3世との間の息子マイセン辺境伯オットー1世の寡婦であった。アデールとの間に以下の子女をもうけた。
- ハインリヒ1世（1070年頃 - 1103年） - マイセン辺境伯（1089年 - 1103年）
- コンラート - ヴェンド人に殺害されたといわれる